# АЕС Хайян
Атомна електростанція Хайян — атомна електростанція в Хайяні, провінція Шаньдун, Китай. Це другий об'єкт, на якому розміщені блоки AP1000, після атомної електростанції Саньмень.

## Історія
Закладення фундаменту відбулося на місяць раніше запланованого 30 липня 2008 року. Будівництво першого блока почалося у вересні 2009 року. Цивільне будівництво енергоблока № 1 завершено 29 березня 2013 року. Завантаження палива на Хайян 1 почалося 22 червня 2018 року. Перше підключення до мережі відбулося 17 серпня 2018 року. 22 жовтня 2018 року енергоблок № 1 почав промислову експлуатацію.
У червні 2010 року почалося будівництво енергоблока № 2, на той час четвертого китайського проєкту AP1000 разом із двома енергоблоками АЕС «Саньмен». Комерційна експлуатація почалася в січні 2019 року після тижневого тестового запуску на повній потужності (168 годин). Обидва агрегати разом забезпечать близько 20 ТВт-год електроенергії в мережу провінції Шаньдун.
7 липня 2022 року розпочато будівництво блока № 3 після отримання дозволу.

## Інформація про реактори
| Блок     | Тип /Модель   | Чиста потужність | Валова потужність | Термічна потужність | Початок будівництва | Перша критичність | Підключення до мережі | Комерційна експлуатація | Зауваження |
| -------- | ------------- | ---------------- | ----------------- | ------------------- | ------------------- | ----------------- | --------------------- | ----------------------- | ---------- |
| Черга I  |               |                  |                   |                     |                     |                   |                       |                         |            |
| Хайян 1  | PWR / AP1000  | 1170 МВт         | 1250 МВт          | 3415 МВт            | 2009-09-24          | 2018-08-08        | 2018-08-17            | 2018-10-22              | [ 5 ]      |
| Хайян 2  | PWR / AP1000  | 1170 МВт         | 1250 МВт          | 3415 МВт            | 2010-06-20          | 2018-09-29        | 2018-10-13            | 2019-01-09              | [ 9 ]      |
| Черга II |               |                  |                   |                     |                     |                   |                       |                         |            |
| Хайян 3  | PWR / CAP1000 | 1161 МВт         | 1253 МВт          | 3400 МВт            | 2022-07-07          |                   |                       |                         | [ 11 ]     |
| Хайян 4  | PWR / CAP1000 | 1161 МВт         | 1253 МВт          | 3400 МВт            | 2023-04-22          |                   |                       |                         |            |

## Опалення
У вересні 2020 року власник станції та теплова компанія розробили план опалення всього міста Хайян за допомогою теплообміну. Через два місяці опалили 700 000 квадратних метрів житла, а проєкт мав бути повністю завершений у 2021 році. Очікується, що перехід на чисту енергію усуне понад 180 000 тонн викидів викопного палива щороку, а відповідне зменшення забруднення повітря, як очікується, рятуватиме близько 600 життів щорічно. Станом на листопад 2022 року станція використовувала 345 МВт теплового ефекту для опалення 200 000 будинків, замінивши 12 вугільних котелень.